# (17512) 1992 RN
(17512) 1992 RN est un astéroïde de la ceinture principale d'astéroïdes découvert en 1992.

## Description
(17512) 1992 RN a été découvert le 4 septembre 1992 à Kiyosato (Japon) par Satoru Ōtomo.

### Caractéristiques orbitales
L'orbite de cet astéroïde est caractérisée par un demi-grand axe de 2,34 UA, un périhélie de 1,80 UA, une excentricité de 0,23 et une inclinaison de 8,15° par rapport à l'écliptique. Du fait de ces caractéristiques, à savoir un demi-grand axe compris entre 2 et 3,2 UA et un périhélie supérieur à 1,666 UA, il est classé, selon la JPL Small-Body Database, comme objet de la ceinture principale d'astéroïdes.

### Caractéristiques physiques
(17512) 1992 RN a une magnitude absolue (H) de 13,5 et un albédo estimé à 0,649.